# Muy pronto seré invencible
Muy pronto seré invencible es una novela de Austin Grossman publicada en inglés por Pantheon Books en 2007 y en español por Mondadori en 2008 dentro de la colección Reservoir Books.
El libro está narrado en primera persona por dos personajes diferentes. Uno es Fatale, una mujer cyborg recién reclutada por un grupo de superhéroes (Los Campeones) cuando investigan la desaparición del superhéroe más poderoso del mundo: CoreFire. El otro narrador es el Dr. Imposible, un supervillano con súper-intelecto y superfuerza que padece una enfermedad llamada "síndrome de genio del mal". 
El libro usa con frecuencia situaciones y tópicos asociados con libros de cómic y superhéroes. Está escrito en prosa. La esencia del libro se basa en como los superhéroes viven su día a día y como interaccionan entre ellos. Las motivaciones y esperanzas de los supervillanos son una parte importante de la novela.

## Argumento

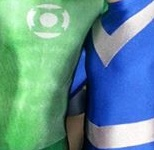
Los protagonistas usan coloridos uniformes

(Contiene spoilers) Después de que CoreFire (Fuego Esencial), el más famoso superhéroe del mundo desaparece, los miembros de Los Nuevos Campeones se vuelven a reunir para investigar su desaparición. El grupo tiene dos nuevas heroínas, Lily y Fatale. Inmediatamente sospechan que el Doctor Imposible está implicado en el misterio, incluso aunque está entre rejas en una prisión de máxima seguridad, después de su duodécima intentona de dominación mundial. 
Un interrogatorio por dos héroes novatos sobre la desaparición de CoreFire le da al Doctor Imposible la posibilidad de huir e iniciar un nuevo intento de dominación mundial. Los Campeones le buscan convencidos de que ha matado a CoreFire.
Mientras, Fatale se siente incómoda reemplazando a un miembro difunto del equipo y observa que los miembros de Los Nuevos Campeones dan una imagen pública muy diferente a la real de su día a día, plagado de envidias, reproches y discusiones. Fatale, además,  sufre una incómoda novatada por parte del equipo pero poco a poco consigue ganarse el respeto de sus compañeros y se hace amiga de Lily, una supervillana reformada y antigua novia del Doctor Imposible. Fatale sufre de amnesia desde el accidente de tráfico que la convirtió en una cyborg, pero durante la investigación,  descubre que la empresa que la transformó en un cyborg era propiedad del Doctor Imposible.
El clímax de la novela ocurre en la isla del Dr. Imposible, desde la que intenta empezar una nueva Edad de Hielo que le convierta en el gobernante de la tierra gracias a ser la única fuente posible de energía mundial. Los Campeones caen en una trampa y son derrotados. Entonces CoreFire regresa de su exilio voluntario, pues no estaba muerto, para ser derrotado también por el Doctor, que ve sus sueños cumplidos. Inesperadamente es Lily la que derrota a su antiguo novio y revela que ha engañado a todos pues antes de convertirse en Lily era Erica Lowenstein, la novia de CoreFire frecuentemente secuestrada por el Doctor. En el capítulo final, el Doctor Imposible se pregunta sobre el significado de conquistar el mundo, y si tal hazaña realmente puede ser conseguida, mientras prepara otra fuga de la prisión, crea un nuevo plan y el ciclo de dominación mundial vuelve a comenzar una vez más.

## Personajes principales
- CoreFire (Fuego Esencial), un trasunto de Superman.[1] Su desaparición motiva que los miembros de los Campeones vuelvan a reunirse tras pelearse entre ellos. Durante la trama se nos descubre que fue una creación del Doctor Imposible cuándo ambos eran compañeros de clase y un experimento de laboratorio le expuso a 'zeta radiación' dándole superpoderes.
- El Doctor Imposible, el supervillano narrador. Es el "hombre más listo del mundo." Un accidente de laboratorio con 'zeta radiación' le dio superpoderes,  enorme fuerza, y piel endurecida. Está diagnosticado con "síndrome de genio maligno". Es un trasunto de Lex Luthor.

### Los Campeones
- Fatale, una superheroína a su pesar, reclutada por los Campeones y la narradora del bando de los justicieros. Es una cyborg, como resultado de la cirugía experimental que la salvó de la muerte tras un fatal accidente en São Paulo. Finalmente descubre que la empresa responsable para crear y mantener sus partes mecánicas usaba diseños del Doctor Imposible. Antes de unirse a los Campeones trabajó en la Agencia de Seguridad Nacionales.
- Damsel, un trasunto de Wonder Woman.[1] Es la dirigente de los Campeones, obsesionada por ser la mejor líder. Es la hija de un superhéroe y de una princesa alienígena. Es también la exmujer de Blackwolf. Sus poderes son vuelo , superfuerza, micro-visión, y un protector forcefield.
- Blackwolf, cofundador de los Campeones y exmarido de Damsel. Un trasunto de Batman y es el único del equipo sin superpoderes, pero está adiestrado física e intelectualmente.[1] Lo mismo que Batman, está motivado por la muerte de su familia y es millonario. Tiene un pequeño autismo y Fatale se siente atraída por él.
- Feral, un medio-humano/medio-tigre. Todavía patrulla las calles y tiene muy mal genio.
- Elphin, la última hada de la Tierra. Aunque nacida en el siglo X,  continúa teniendo el aspecto de una adolescente pero con alas. Extremadamente rápida y fuerte,  utiliza un bastón mágico como arma y tiene algunos poderes que controlan la naturaleza.
- El señor Místico, un mago trasunto de Mandrake. Lleva un esmoquin y sombrero de copa. Sus poderes son incluyen la ilusión y la teleportacion. Su nombre real es William Zard.
- Triunfo de arco iris, una chica adolescente que tuvo que someterse a un tratamiento experimental para su enfermedad terminal. El tratamiento salvó su vida y le dio sus superpoderes, como supervelocidad, pero necesita seguir tomando su medicina cada pocas horas o morirá.
- Lily, una misteriosa supervillana reformada, exnovia del Doctor Imposible y CoreFire. Finge provenir de un futuro lejano, pero lo cierto es que es Erica Lowenstein, un trasunto de Lois Lane. Es superfuerte, invulnerable y transparente.

## Estilo y temas
La historia está dividida en 21 capítulos, el narrador de cada capítulo cambia entre los puntos de vista del Doctor y Fatale. La narrativa está escrita en la primera persona, como unas memorias, describiendo los monólogos interiores de los dos protagonistas. De esta forma se difumina la distinción entre el superhéroe y el supervillano. El tono es bastante melancólico e indulgente con los supervillanos que pueblan sus páginas. La historia combina una sátira del superhéroe arquetípico del cómic y sus clichés, con elementos realistas que retratan las vidas cotidianas, a veces mundanas, de estos mismos superhéroes. Por el relato de Fatale nos damos cuenta de su dolor, sus miedos, su soledad. Retratando también situaciones sociales comunes, como el aislamiento y el intento de conectar con un grupo. Otro temas tratados son el poder, la codicia, la fama, el ego, la soledad, pertenencia e identidad.

### El supervillano reivindicado
El Doctor Imposible es un arquetipo de supervillano. Está caracterizado como un genio de mal o científico loco que continuamente intenta tomar el control del mundo en un ciclo repetitivo e incluso autodestructivo que se puede comparar al existencialismo en la literatura. Los supervillanos que aparecen en el libro, especialmente el Doctor Imposible, están retratados como personajes simpáticos que debido a su desorden psicológico utilizan su inteligencia para sembrar el caos. Grossman Explicó que desde su punto de vista el Doctor no es malvado del todo pero rehúsa las normas sociales: "es un asunto de integridad — está aferrándose a sus principios, haciendo ciencia su manera, persiguiendo sus objetivos — incluso si significa que el mundo entero esté en su contra, incluso si sabe va a perder. Mientras los superhéroes son conformistas y consiguen el aplauso." Desde el punto de vista literario, Grossman cree los supervillanos son personajes más interesantes, "son más dinámicos y creativos. ... Sus planes normalmente se inician con un gran invento. El héroe solo tiene que entrar y romperlo" Grossman Admitió que gran parte del Dr. Imposible está inspirado en él mismo y sus vivencias como estudiante de posgrado.

### Género
Muy pronto seré invencible se apropia de muchos tópicos del cómic y les da la vuelta. Por ello se ha comparado el libro con Spiderman de Sam Raimi, Los increíbles de Brad Bird o la serie de televisión Heroes. Muchos críticos la han comparado también con la obra de Alan Moore,  Watchmen,  Rick Veitch,, Donald Barthelme, Robert Coover, Michael Chabon y Jonathan Lethem. Grossman retrata a sus personajes con mucha humanidad "es un libro sobre personas reales que resultan ser superhéroes o supervillanos". La revista Richmond Time-Dispatch dijo sobre el libro que "El denominador común de los cómics de superhéroes es que no se ríen de sí mismos, se toman muy en serio y no se cuestionan la incredulidad que provocan. Pero en literatura no pasa lo mismo, ... el resultado es un postmoderno e ingenioso libro, y su único problema es que no se decide entre el humor o la aventura más seria."

## Publicación y recepción
Muchas críticas describen al libro como inteligente, adictivo y divertido. La prosa está descrita como "fluida", "colorida" y "trepidante"., siendo el personaje del Dr. Imposible el más destacado de la novela. La revisión de The Library Journal dijo que es "altamente recomendada para todas las bibliotecas públicas". En The New York Times Dave Itzkoff escribió que la novela "es una admirable contribución al género de los superhéroes".  En USA Today escribieron que la visión de Grossman "permite explorar el género con un tono muy nostálgico desde sus orígenes". Muy pronto seré invencible está actualmente en el número #2 de mejores novelas de superhéroes en ListNerd.
Un musical basado en Muy pronto Seré Invencible se representó en el Lifeline Teatro de Chicago de mayo a julio del 2015.